# 특수상대론의 역사
특수상대론의 역사는 앨버트 에이브러햄 마이컬슨, 헨드릭 로런츠, 앙리 푸앵카레 등으로부터 시작된다. 이들이 동시성의 상대성, 로런츠 변환 등을 제안한 뒤, 알베르트 아인슈타인이 이를 특수 상대성 이론으로 집약하였다. 막스 플랑크, 헤르만 민코프스키 등이 후속 연구를 행하였다.

## 도입
절대 시공간에 기반을 둔 이론을 제시했던 아이작 뉴턴은 갈릴레이의 상대성 원리를 고수했었다. 갈릴레이의 상대성 원리란, 서로에 대해 균일한 속도로 움직이는 모든 관성좌표계에서 물리 법칙은 동일하며, 따라서 등속도 운동을 하는 관찰자의 "절대 운동"은 결정될 수 없다는 원리를 말한다. 19세기에는 빛(전자기파)의 매질로 작용하는 가상의 물질인 에테르의 개념이 널리 받아들여 졌는데, 제임스 클러크 맥스웰이 제안한 형태의 에테르 이론이 가장 널리 알려져 있었다. 맥스웰에 따르면 광학적, 전기적 현상은 에테르를 통해 전파되는데, 이때 에테르에 대한 사물의 절대 운동을 결정하는 것이 가능하리라 생각되었고, 이는 갈릴레이의 상대성 원리를 위배한다.
에테르를 통과하는 운동을 감지하기 위한 모든 실험이 실패로 돌아가자 1892년 헨드릭 로런츠는 절대정지 에테르와 로런츠 변환에 기반한 에테르 이론을 발전시켰다. 앙리 푸앵카레는 1900년, 1904년에 동시성의 상대성을 포함하는 논문을 발표하였고 1905년에 전자기학과 중력이론을 포함하는 일반적인 자연법칙으로서  상대성 원리를 제안하였다. 같은 해 알베르트 아인슈타인은 오늘날 우리가 특수 상대성 이론이라 부르는 이론을 발표하면서 로런츠 전자기학을 획기적으로 재해석하며 시간과 공간의 개념을 변화시켰고 에테르의 개념을 폐기하였다.이는 일반 상대성 이론으로의 길을 열었다. 이후 헤르만 민코프스키의 민코프스키 시공간도입은 최초로 시간과 공간을 통합하여 알맞은 기하학을 부여한 현대적 의미의 시공간 개념을 만듦과 동시에 비 유클리드 기하학의 하나를 시공간의 수학적 모델링에 사용함으로써 비 유클리드 기하학을 통한 일반 상대성 이론에 접근법에 많이 기여하였다. 또한 헤르만 민코프스키의 연구는 양자장론의 기초를 마련하였다.

## 움직이는 물체의 전기동역학과 에테르

### 에테르 모델과 맥스웰 방정식
토머스 영(1804)과 오귀스탱 장 프레넬(1816)의 연구로 인해 빛은 파동이라는 사실이 받아들여 졌고, 빛을 매개하는 매질로서 에테르라는 가상의 물질이 상정되었다. 광학적 현상과 전기동역학적 현상 사이의 구별이 이루어짐에 따라 각각의 현상을 설명하는 에테르 이론을 만들 필요가 제기되었으나, 이들 이론을 통합하거나 광학적 현상 및 전기적 현상 모두에 대한 완전한 역학적 기술을 하고자 했던 모든 시도는 실패로 돌아갔다. 마이클 패러데이, 윌리엄 톰슨, 제임스 클럭 맥스웰 등을 포함한 많은 과학자들의 연구로 인해 전기, 자기, 전자기 유도 등을 기술하는 맥스웰 방정식이 만들어졌고 이는 전자기 현상을 기술하는 정확한 이론이었다. 맥스웰은 초기에 빛을 전기 현상과 자기 현상을 매개하는 물질과 똑같은 에테르 매질에서 발생하는 파동(전자기 복사)이라 생각하였는데, 그러한 관점은 움직이는 물체의 광학에 대해선 만족스러운 설명을 내놓지 못하였고, 수학적으론 완벽한 모델을 제시할 순 있었지만 에테르에 대한 일관적인 역학적 기술은 해내지 못하였다.
하인리히 헤르츠가 1887년에 전자기파의 존재성을 실험으로 입증한 후 맥스웰의 이론은 일반적으로 수용되었다. 올리버 헤비사이드와 헤르츠는 맥스웰의 이론을 더욱 발전시키며 맥스웰 방정식의 오늘날에도 사용되는 형태를 제시하였다. 맥스웰-헤르츠 또는 헤비사이드-헤르츠 방정식이라 불리는 이들 방정식은 전기동역학의 더욱 깊은 발전을 위한 중요한 기초가 되었다.

### 에테르를 찾기 위한 연구
물질과 에테르의 상대적 운동 및 상호 작용에 대하여 두가지 이론이 고려되었다. 오귀스탱 장 프레넬의 정지 에테르 이론에 따르면 빛은 정지해있는 에테르에서 횡파로서 전파되며 에테르는 물질로부터 특정 계수로 결정되는 부분적인 항력을 받는다. 반면에 조지 가브리엘 스토크스는 1845년에 에테르는 물질로부터 완전한 항력을 받는다고 주장하였는데, 스토크스의 이론에 따르면 에테르는 빠르게 움직이는 물체에 대해선 강체처럼 작용하고 느리게 움직이는 물체에 대해선 유체처럼 작용한다. 때문에 지구는 유채 에테르 사이를 자유롭게 움직일 수 있지만, 빛은 강체 에테르를 자유롭게 통과하지 못한다. 1851년에 움직이는 액체에서 빛의 속도를 측정하는 실험을 통해 항력 계수가 확인됨으로써 프레넬의 이론이 더 선호되게 되었다.
앨버트 에이브러햄 마이컬슨(1881)은 프레넬의 이론에서 예견된 지구와 에테르의 상대운동을 간섭계를 이용해 측정하고자 하였다. 그러나 이 실험에서 마이켈슨은 어떠한 상대 운동도 관측할 수 없었으며, 그는 이 결과를 스토크스의 이론을 뒷받침하는 것으로 해석하였다. 그러나 로런츠(1886)는 마이컬슨이 계산을 잘못했으며 측정기구의 정확도를 과대 평가하였다고 지적하였고, 더 나아가 스토크스의 완전 항력 에테르 이론이 모순적인 결과를 내놓는다는 사실을 밝힘으로써 프레넬의 이론을 지지하였다. 프레넬의 이론을 확인하기 위해, 마이컬슨과 에드워드 몰리(1886)는 피조의 실험을 반복하였다. 이 실험에서 프레넬의 항력 계수는 정확히 확인되었고, 마이컬슨은 프레넬의 정지 에테르 이론이 옳다는 의견을 갖게되었다. 그러나 1887년에 마이컬슨과 몰리가 1881년의 실험을 더 높은 측정 정확도로 반복하였을 때, 실험 결과는 정지 에테르 이론에 부정적이었다. 실험장비의 에테르에 대한 어떠한 상대 운동도 관측되지 않은 것이다. 이에 물리학자들은 언뜻 보기에 서로 모순되어 보이는 두 실험결과를 마주하게 되었다. 1886년 실험은 겉보기에 프레넬의 정지 에테르 이론을 뒷받침하는 것처럼 보였고, 1887년 실험은 스토크스의 완전 항력 에테르 이론을 뒷받침하는 것처럼 보였다.
이 문제의 잠재적인 헤법이 볼데마르 폭트(독일어: Woldemar Voigt) (1887)에 의해 제시되었다. 폭트는 비압축성 탄성매질에서 진행하는 파동의 도플러 효과를 연구하였고, 파동 방정식은 바꾸지 않으면서 마이컬슨-몰리 실험의 부정적인 결과를 설명하는 변환 공식을 이끌어내었다. 폭트 변환은 y-좌표 및 z-좌표에 대해 로런츠 인자 {\displaystyle 1/{\sqrt {1-v^{2}/c^{2}}}} 을 포함하며, <지역시간> 이라 불린 새로운 시간 변수 {\displaystyle t'=t-vx/c^{2}} 을 포함하였다. 그러나 폭트의 작업은 주목받지 못하였다.
조지 피츠제럴드(George FitzGerald) (1889)는 마이컬슨-몰리 실험의 부정적인 결과에 대한 또다른 설명을 제시하였다. 그는 분자간 힘이 전기적 기원을 가질지도 모르며 따라서 물체가 운동할 때 물체는 그 운동방향에 대해 수축할 것이라고 추측하였다(길이 수축). 이는 운동하는 전하의 전기장이 변형되는 (헤비사이드 타원체) 것을 밝힌 헤비사이드(1887)의 업적과 연결된다. 그러나, 피츠제럴드의 아이디어는 널리 알려지지 못했으며 1892년에 올리버 로지가 이 아이디어에 대한 요약문을 출판하기 전에는 잘 논의되지 않았었다. 피츠제럴드와는 독립적으로, 로런츠(1892b) 역시 마이컬슨-몰리 실험을 설명하기 위해 길이 수축을 제안하였다. 로런츠는 전기장 수축과의 비유로 길이 수축의 타당성을 언급하였지만, 이는 충분한 설명이 아니었으며, 길이 수축이 특별 가설(Ad-hoc Hypothesis) 일 뿐이라는 것을 스스로도 인정하였다.

### 로런츠의 전자 연구
헨드릭 안톤 로런츠(1892a)는 에테르로부터 분리된 전자의 존재를 가정하고, 맥스웰-헤르츠 방정식을 맥스웰-로런츠 방정식으로 대체함으로써 로런츠 에테르 이론의 기반을 닦았다. 이 이론에서 에테르는 완전히 정지해 있으며 또한 프레넬 이론과는 다르게 물질로부터 부분 항력을 받지 않는다. 이 개념의 중요한 결과중 하나는 빛의 속도가 광원의 속도와는 완전히 무관하다는 것이다. 로런츠는 에테르의 역학적 본성과 전자기학적 과정에 대해선 어떠한 언급도 하지 않았으나, 역학적 과정을 전자기학적 과정으로 설명하고 그럼으로써 추상적인 전자기학적 에테르 개념을 만들고자 하였다. 로런츠는 헤비사이드와 비슷하게 정전기장의 수축을 계산하였다. 로런츠(1895)는 "대응 상태의 정리"를 제시하였는데, 이는 {\displaystyle v/c} 의 일차항에 관계된 정리로서, 에테르에 대해 가상의 장에서 움직이는 관찰자는 실제 장에서 정지해있는 관찰자와 똑같은 관찰을 한다는 정리이다.로런츠 변환으로의 길을 열어준 지역 시간 {\displaystyle t'=t-vx/c^{2}} 은 이 정리의 중요한 한 부분이다. 이 개념의 도움을 얻어, 로런츠는 빛의 수차, 도플러 효과 및 피조의 실험 역시 설명할 수 있었다. 그러나 로런츠의 지역시간은 단지 변환공식을 단순화시키기 위한 보조적인 수학 도구였다. 로런츠는 에테르는 물질에 영향을 주지만 물질은 움직이지 않는 에테르에 영향을 주지 않음을, 따라서 그의 이론이 작용 반작용의 법칙에 위반됨을 인식하였다.
비슷한 모델이 조지프 라모어에 의해서도 제시되었다(1897,1900). 라모어는 1895년의 로런츠 변환을 오늘날의 로런츠 변환과 대수적으로 같은 형태로 쓴 첫 번째 사람이었다. 라모어는 로런츠 변환이 오직 {\displaystyle v/c} 의 이차항까지만 맥스웰 방정식을 보존한다고 기술하였다. 로런츠는 훗날 이러한 변환들이 실제로 맥스웰 방정식의 형태를 {\displaystyle v/c} 의 모든 차수에 대해서 보존하지는 않는다는 것을 알아차렸다. 라모어는 길이 수축 뿐만 아니라 전자 궤도에 대한 특정 종류의 시간 지연까지 계산할 수 있었다. 라모어는 1900년과 1904년에 이를 구체화하였다. 라모어와는 독립적으로, 로런츠(1899) 역시 그의 변환을 이차항까지 확장하여 시간 지연을 확인하였다.
로런츠와 라모어 이외에 다른 물리학자들도 전기동역학의 일관된 모델을 개발하고자 노력하였다. 예를 들어, 에밀 콘은 에테르의 존재를 부정하고, 에른스트 마흐가 했던 것처럼 고정 항성을 기준 관성게로 삼는 전기동역학을 만들었다. 그러나 그의 이론에는, 서로 다른 방향에 대한 빛의 속도가 서로 달라지는 것과 같은 모순이 존재했기에, 그이 이론은 로런츠와 아인슈타인의 이론으로 대체되었다.

### 전자기 질량
맥스웰 이론을 발전시키는 과정에서 조지프 존 톰슨(1881)은 대전된 물체들은 대전되지 않은 물체들보다 더 큰 관성을 가짐을 발견하였다. 그는 운동중인 물체의 질량은 특정 상수배 만큼 증가한다는 것 또한 발견하였는데, 이는 정전기장이 물체에 마치 전자기 질량을 더하는 것처럼 작용한다는 뜻이었다. 즉, 톰슨에 따르면, 전자기적 에너지는 특정 질량에 대응된다. 이는 전자기장의 자기유도의 한 형태로 해석되었다. 톰슨의 작업은 피츠제럴드, 헤비사이드(1888)와 조지 프레데릭 찰스 설(1896,1897)에 의해 계승되고 완성되었다. 전자기 질량에 대해 그들은 {\displaystyle \scriptstyle {m=(4/3)E/c^{2}}} 라는 공식을 제시하였다. 헤비사이드와 설은 질량의 증가가 속력에 따라 달라진다는 것을 알아차렸다. 설은 물체의 속력이 빛의 속력을 능가하기 위해선 무한히 많은 에너지가 필요하게 되기 때문에, 초광속 속력은 불가능하다는 것을 지적하였다. 로런츠(1899)에게 역시 톰슨에 의해 발견된 질량의 속력 의존성은 매우 중요한 결과였다. 그는 질량이 속력에 따라 변할 뿐만 아니라, 운동의 방향에 따라서도 변함을 밝혔고, 에이브러햄이 훗날 "횡질량", "종질량"이라 부르는 개념을 도입하였다.(횡질량은 훗날 상대론적 질량이라 불리게 된 개념과 같다.)
빌헬름 빈(1900)은 자연에 존재하는 모든 힘이 전자기력으로 환원된다는 "전자기학적 세계관"의 맥락에서, 모든 질량이 전자기 질량으로 환원된다고 주장하였다. 빈은 중력 역시 전자기학적 효과이며, 전자기 에너지와 관성 질량, 중력 질량 사이에 적절한 비례상수가 있을 것이라 주장하였다. 같은 논문에서 앙리 푸앵카레(1900b)는 질량과 에너지를 연결하는 또 다른 방법을 발견하였다. 그는 전자기 에너지가 마치 {\displaystyle \scriptstyle {m=E/c^{2}}} (or {\displaystyle \scriptstyle {E=mc^{2}}})의 질량 밀도를 갖는 가상의 유체처럼 행동한다는 것을 알아차렸고, 전자기 운동량을 정의하였다. 그러나 푸앵카레는 방사 역설(Radiation Paradox)에 맞딱뜨릴수밖에 없었고, 이 역설은 1905년에 아인슈타인에 의해 해결된다.
발터 카우프만(1901-1903) 은 음극선에서 {\displaystyle e/m} ({\displaystyle e}는 전하, {\displaystyle m} 은 질량)의 값을 조사함으로써 전자기 질량의 속도 의존성을 확인한 첫 물리학자였다. 그는 {\displaystyle e/m}의 값이 속력이 증가함에 따라 작아짐을, 즉, 전하가 일정할 때 전자의 질량은 속력이 증가함에 따라 함께 증가함을 발견하였다. 그는 이 실험 결과가 모든 질량은 전자기 질량에 그 근원을 둔다는 빈의 견해를 뒷받침하는 것이라 해석하였다.
전자기학적 세계관의 지지자였던 막스 아브라함(1902-1904)은 재빨리 전자기 질량을 기술하는 식을 유도함으로써 카우프만의 실험을 설명하였다. 이 개념과 함께, 아브라함은 1900년 푸앵카레의 논문에서와 마찬가지로 {\displaystyle E/c^{2}} 에 비례하는 "전자기 운동량"의 개념을 도입하였다. 아브라함은 전자기 운동량을 가상의 물리량으로 생각했던 푸앵카레와는 달리, 그것을 실존하는 물리량으로 여겼다. 아브라함은 1899년의 로런츠와 마찬가지로, 전자기 질량이 속력 뿐만 아니라 운동의 방향에도 의존함을 지적하였고 "횡질량"과 "종질량"이라는 용어를 도입하였다. 로런츠와는 다르게 그는 수축 가설을 도입하지 않았고, 때문에 그의 전자기 질량 식은 로런츠의 것과는 달랐다.
전자기 질량에 대한 기존 연구에 기반을 두고, 프리드리히 하젠외를은 물체의 질량중 일부분은 마차 공동(空洞)에서 튕기고 있는 방사(radiation)로 생각될 수 있다고 제안했으며 그러한 질량을 겉보기 질량이라 이름붙였다. 방사의 "겉보기 질량" 은 온도에 의존하며 에너지에 비례한다. 하젠뇌를은 이러한 에너지-겉보기 질량 관계는 오직 물체가 방사를 할 때, 즉 온도가 0K 보다 클 때에만 성립한다고 기술하였다. 처음에 그는 겉보기 질량에 대한 식으로 {\displaystyle m=(8/3)E/c^{2}} 을 제안했지만, 아브라함과 그는 곧 1905년에 정지해 있는 물체에 대한 전자기 질량과 같은 값인 {\displaystyle m=(4/3)E/c^{2}} 로 수정하였다.

### 절대 공간과 절대 시간
일부 과학자들은 뉴턴의 절대 공간과 절대 시간 개념을 비판하기 시작했는데, 에른스트 마흐(1883)는 절대 공간, 절대 시간의 개념은 의미가 없으며 오직 상대 운동만 유용한 개념이라고 주장하였다. 그는 회전과 같은 가속운동 또한 뉴턴의 절대 공간 개념 없이, 고정 항성에 관계되어 기술될 수 있다고 말하였다. 칼 노이만은 관성 운동을 하는 강체 및 고정체의 특정 종류를 표현하는 "물체 알파(Body Alpha)"라는 개념을 소개하였다. 노이만의 정의에 기반하여, 하인리치 스트라이츠(1883)는 자이로스코프는 어떠한 회전도 감식하지 않음을 주장하였다. 루드비히 랑지(1885)는 절대 시간과 절대 공간의 개념을 대체하는, 관성 기준계의 개념과 관성 시간의 개념을 "관성 기준계란 같은 점에서 같은 평면에 있지 않은 서로 다른 세 방향으로 점질량을 던졌을 때, 던져진 방향으로 직선운동을 하는 기준계를 말한다."라는 정의로써 처음으로 도입하였다. 1902년 앙리 푸앵카레는 "과학과 가설"이라는 유명한 책에서 공간, 시간, 동시성의 상대성에 대한 철학적 고찰을 하였고, 상대성 원리의 반례는 관찰될 수 없으며 에테르는 존재하지 않을 수도 있다는 의견을 펼쳤지만 동시에 비유클리드 기하학과 관계된 여러 언급과 함께 에테르 개념을 뒷받침하는 몇가지 주장도 하였다.
18세기의 수학자 장 르 롱 달랑베르와 19세기 과학 소설 작가 H. G. 웰스 등은 시간을 네번째 차원으로 사용하고자 하는 시도를 했었다. 1901년 Menyhért Palágyi는 시간과 공간은 "시공간"이라는 것의 두 일면이라는 철학적 모델을 개발하였다. 그는 시간을 {\displaystyle \scriptstyle {it}} ({\displaystyle \scriptstyle {i={\sqrt {-1}}}}는 허수 단위) 라고 표현되는 허수 차원으로 생각하였다. 그러나 그의 시간 좌표는 빛의 속도와 연결되지 않았다. 그는 기존에 존재하던 n-차원 공간 및 비유클리드기하학과 연결을 거부하였고, 때문에 그의 철학적 모형은 현대적 시공간 모형과 아주 조금의 유사성만 지니게 되었다. 시공간을 잘 나타내는 수학적 공간인 민코프스키 공간은 1907년 헤르만 민코프스키가 도입하였다.

### 빛의 속력의 일정함과 상대 운동의 원리
19세기 후반에는 전기 신호에 의해 동기화되는 범지구적 시계를 만들고자 하는 여러 시도가 있었다. 그러한 시도에 있어서, 유한한 값을 지니는 빛의 속도는 반드시 고려되어야 한다. 앙리 푸앵카레는 1898년 시간의 측정이란 논문에서 빛의 속도의 유한함을 고려할 때 나오게 되는 중요한 결과들을 도출하였으며, 천문학자들이 빛의 속도를 측정하고자 할 때 빛은 모든 방향에 대해 일정한 속력을 갖는다고 가정하여도 무방하다는 것을 설명하였다. 이러한 가정 없이는, 올레 뢰머가 목성의 달에 대한 관측에서 행하였던 것처럼, 천문학적 관측으로부터 빛의 속도를 추론하는 것은 불가능하였다. 푸앵카레는 빛의 전파 속도가, 공간적으로 떨어져 있는 두 사건의 동시성을 정의하는데 사용될 수 있음을 지적하였다.
푸앵카레는 다른 논문에서(1895a,1900) 마이컬슨-몰리 실험과 같은 결과들은 절대 운동, 곧 에테르에 대한 상대운동의 관측이 불가능하다는 것을 시사한다고 주장하였다. 그는 이를 "상대 운동의 원리"라 불렀다. 같은 해에 그는 로런츠의 지역 시간을 빛 신호에 기반한 동기화 과정의 결과로 해석하였다. 그는 에테르에서 움직이고 있는 두 관찰자는 광학적 신호를 통해 시계를 동기화 한다고 생각하였다. 그들은 자기 자신은 정지해 있다고 생각하기 때문에, 그들의 시계가 동기화되어있는지 아닌지 확인하기 위해선 신호의 전송 시간을 고려해야 하며 그들의 관찰을 교차 확인해야 한다. 그러나, 에테르에 정지해 있는 관찰자의 관점에서 시계는 동기화되어있지 않고 지역 시간 {\displaystyle \scriptstyle {t'=t-{vx}/{c^{2}}}} 을 보인다. 움직이는 관찰자들은 스스로의 운동에 대해 아무것도 알지 못하기 때문에, 그들은 이것을 인지하지 못한다. 때문에 로런츠와는 반대로, 푸앵카레가 정의한 지역 시간은 시계에 의해 측정되고 표시될 수 있다. 때문에, 1902년에 로렌츠를 노벨상 후보로 추천하는 추천서에서 푸앵카레는 로런츠가 에테르 항력 실험의 부정적인 결과를 "diminished time", 곧 서로 다른 장소에서 일어난 사건들이 실제로 동시에 일어나지 않았음에도 불구하고 동시에 일어난 것처럼 보일 수 있다는 개념을 발명함으로써 설득력있게 설명하였다고 주장하였다.
푸앵카레와 마찬가지로, 알프레드 부헤러(1903) 역시 전기동역학의 영역에서 상대론 원리의 타당성을 믿었다. 그러나 푸앵카레와는 반대로, Bucherer는 이것이 에테르의 비존재성을 의미한다고 생각하였다. 그러나, 1906년에 그가 발명한 이론은 옳지 않았고 일관되지도 않았으며, 그의 이론에는 로런츠 변환이 존재하지도 않았다.

### 로런츠의 1904년 모델
로런츠는 1904년 논문 〈Electromagnetic phenomena in a system moving with any velocity smaller than that of light〉에서, 알려진 모든 에테르 항력 실험이 실패한 것을 설명하는 전기동역학의 한 형태를 만들고자 시도한 푸앵카레의 제안, 곧 상대성 원리의 타당성을 따랐다. 그는 비록 완전히 성공하진 못하였지만, 로런츠 변환이 모든 차수에 대해 적용가능하다는 것을 증명하려 했다. 빈과 아브라함 처럼, 그는 역학적 질량은 존재하지 않으며 오직 전자기 질량만 존재한다고 주장하였고, 카우프만의 실험과 정확히 일치하는 횡질량과 종질량에 대한 정확한 식을 도출하였다. 그리고 전자기 운동량을 이용하여, 그는 트라우턴-노블(Trouton-Noble) 실험의 부정적인 결과를 설명하였다. 레일리-브레이스 실험 역시 설명될수 있었다. 로런츠 변환이 비-전기적 힘에 대해서도 역시 성립해야 된다는 중요한 가정이 이 때 이루어졌다.
로런츠가 이 이론을 개발하고 있을 때, 빈(1903)은 질량의 속도의존성의 중요한 결과를 인식하였다. 톰슨(1893)과 설(1897)에 의해 지적된 것과 마찬가지로, 그는 초광속 속력은 무한히 많은 양의 에너지를 요구하며 따라서 불가능하다는 것을 주장하였다. 로런츠의 1904년 논문을 읽은 후 그는 초광속의 불가능성이 길이 수축과도 관련되어 있음을 알아차렸다. 초광속 속력에선 로런츠 인자 {\displaystyle \scriptstyle {\sqrt {1-{v^{2}}/{c^{2}}}}}가 허수가 되기 때문이다.
아브라함은 로런츠의 이론이 한 쪽에선 상대성 원리를 따르고 있지만 한 쪽에선 모든 힘의 전자기력 환원을 가정하고 있다는 것을 지적하였고 이를 비판하였다. 그는 두 가정이 양립할 수 없음을 보였는데, 로런츠의 수축된 전자 이론에선 물질의 안정성을 보장하기 위해선 비-전기적 힘이 필요하기 때문이다. 그러나, 아브라함의 강체 전자 이론에선 그러한 힘은 필요하지 않았다. 때문에, 아브라함의 이론의 핵심인 전자기학적 세계관이 올으냐 아니면 로런츠의 이론의 핵심인 상대론 원리가 옳으냐 하는 질문이 제기되었다.
1904년 12월 세인트 루이스에서 행해진 강연 수리적 물리학의 원리에서 푸앵카레는 로런츠 이론의 몇 가지 결과들을 도출하였고, 갈릴레이 상대론과 로런츠의 대응 상태의 정리를 수정하여 다음의 원리를 정의하였다 :"상대론 원리: 균일한 운동 상태에 있는 기준계에 정지해있는 관찰자에게 모든 운동상태는 동일해야 한다. 때문에 우리는 우리 자신은 우리 자신의 균일한 운동 상태를 확인할 어떠한 수단도 갖고 있지 않다."
에밀 콘(1904)은 그의 대안적 모델을 계속 개발하였으며, 그의 이론을 로런츠 이론과 비교하는 과정에서 로런츠 변환의 몇가지 중요한 물리적 해석들을 발견하였다. 그는 막대기와 시계를 이용해 이 변환들을 설명하였는데, 그들이 에테르에 정지해 있다면 실제 길이와 시간을 나타내지만 그들이 움직일때는 축약된 길이, 지연된 시간을 나타낸다. 푸앵카레와 마찬가지로, 콘은 지역 시간 역시, 빛의 등방적 전파 가정을 기반으로 한 시간으로 정의하였다. 콘은 로런츠의 이론에선 "실제"좌표와 "겉보기"좌표의 구분이 실험적으로 뒷받침되지 않으므로 인위적이라는 것을 지적하였는데, 콘의 이론에선 로런츠 변환된 물리량들이 광학적 현상에서만 타당하며, 기계적 시계는 "실제"시간을 나타낸다.

### 푸앵카레의 전자 동역학
1905년 6월 5일, 앙리 푸앵카레는 로런츠의 작업에 존재하였던 논리상의 간극을 없대는 논문을 제출하였다. 그는 로런츠의 전기동역학 방정식이 완전히 로런츠-공변이 아님을 보였다. 그럼으로써 그는 그 변환의 군론적 성질을 밝혔고, 전하 밀도와 전류 밀도에 대한 로런츠 변환 공식을 수정하였다. 푸앵카레는 이때 "로런츠 변환"이라는 용어를 처음으로 사용하였고, 오늘날에도 사용되는 대칭적 형식을 제시하였다. 그는 길이 수축을 설명하고 전자의 안정성을 보장하는, "푸앵카레 응력"이라고 부른 비-전기적 결합력을 도입하였다. 그는 비-전기적 힘에까지 로런츠-불변성을 확장하여, 중력파를 포함한 로런츠-불변 중력 모델을 묘사하였다.
결국 푸앵카레는 (아인슈타인과는 독립적으로) 그의 6월 논문을 상당히 확장하였다. 그는 이러한 변환들이 최소 작용의 원리에서 도출됨을 보였고 푸앵카레 응력의 몇 가지 성질들을 밝혔다. 더 나아가 로런츠 변환의 군론적 성질들을 더욱 자세히 증명하여 로런츠 군이라는 용어를 만들었으며, {\displaystyle \scriptstyle {x^{2}+y^{2}+z^{2}-c^{2}t^{2}}} 라는 값이 로런츠 변환에 대해 불변임을 보였다. 중력 이론을 개발하는 과정에서, 로런츠 변환이 단지 사차원 공간에서의 회전에 불과하다는 것을 보였으며, 사차원 벡터를 사용하였다. 그는 Paul Ulrich Villard의 1904년 자기-음극선의 발견이 로런츠의 이론을 위협하는 것처럼 보인다고 기술하였지만, 이 문제는 곧 해결되었다. 푸앵카레는 그의 철학 논고에선 절대 공간과 절대 시간의 개념을 부정하였지만, 물리 논문에선 에테르의 개념을 계속 사용하였다. 대부분의 과학사학자들은 비록 푸앵카레가 아인슈타인의 기술과 용어들의 상당한 선구자지만, 특수 상대론의 발명자는 아니라고 주장한다.

## 특수 상대성 이론

### 1905년 아인슈타인

#### 〈움직이는 물체의 전기동역학〉
1905년 12월 26일, 알베르트 아인슈타인은 오늘날 우리가 특수 상대성이론으로 부르는 논문을 발표하였다. (논문의 원래제목은 '움직이는 물체의 전기동역학에 관하여' 이다)그는 당시 물리학자들이 믿고 있던 에테르의 개념을 폐기하고, 두가지 근본 원리를 제시하였는데, 하나는 상대성 원리이고 다른 하나는 광속도 불변의 원리이다. 아인슈타인의 작업을 제대로 이해하기 위해, 1905년 이전의 상황에 대한 요약을 아래에 실었다. (아인슈타인은 1895년 로런츠의 이론을 알고있었고, 푸앵카레의 "과학과 가설"을 읽어보았지만, 로런츠와 푸앵카레의 1904-1905년 논문은 모르고 있었다.)
a) 1895년 로런츠가 제시한 형태의 멕스웰 전기동역학은 그 당시 가장 성공적인 이론이었다. 이 이론에서 빛의 속력은 정지 에테르에서 모든 방향에 대해 일정하며 광원의 속도와는 완전히 무관하였다.
b) 운동의 절대 상태를 관측하는 것이 불가능했다. 에테르 항력을 측정하기 위한 모든 실험이 실패로 돌아갔고, 움직이는 자석과 도체 문제( moving magnet and conductor problem) 와 같이 상대 운동에만 의존하는 현상들은 상대성 원리의 타당성을 보여주고 있었다.
c) 피조 실험
d) 수차
아래의 이론들 역시 그 당시에 알려져 있었다.:
1. 빛의 속력은 진공에서의 빛의 속력과 기준계의 속도의 합성으로 주어지지는 않는다. b) 에 의해, 이는 정지 에테르 이론과 모순되는 것이었다.
2. 빛의 속력은 진공에서의 빛의 속력과 광원의 속도와 합성으로 주어지지는 않는다. a)와 c)에 의해, 이는 방출 이론에 모순되는 것이었다.
3. 빛의 속력은 진공에서의 빛의 속력과, 물질 주위에서 항력을 받는 에테르의 속도의 합성으로 주어지지는 않는다. a),c),d)에 의해, 이는 에테르 완전항력 가설과 모순되는 것이었다.
4. 움직이는 매질에서의 빛의 속력은 그 매질이 정지해 있을 때의 빛의 속력과 그 매질의 속도와의 합성으로 주어지지는 않는다. 프레넬의 항력계수에 의해 결정이 된다.

앞선 이론들을 방어하기 위해선, "특별 가설"(Ad hoc hypotheses)이 요구된다. 하지만 과학에서 그러한 가설은 부적절한 것으로 요구되고, 오캄의 면도날 원칙에도 맞지 않는다. 아인슈타인은 보조적인 가설들을 설정하기를 거부하였고. 위에 기술된 사실들로부터 직접적인 결론을 도출했다: 상대성 원리가 옳으며 빛의 속도는 모든 관성기준계에서 일정하다는 것이다. 이러한 공리적 방법론을 사용하여, 아인슈타인은 그 이전에 나왓던 모든 결과들을 손쉽게 도출할 수 있었으며, 기존의 학자들이 매우 길고 복잡한 연구를 통해 겨우 설명해 내었던 상대론적 도플러 효과와 상대론적 수차까지 단 몇 페이지 만에 손쉽게 설명할 수 있었다. 로런츠와 푸앵카레 역시 이 원리들을 그들의 최종 결과를 달성하기 위한 필요조건으로서 받아들였었지만, 이 원리들이 그 자체로 자연 현상을 설명하는데 충분하다는 사실을 인식하지 못했었다. 아인슈타인이 에테르 개념을 부정한 또다른 이유는 아마도 양자역학에 대한 그의 연구에 있을 것이다. 아인슈타인은 빛 역시 입자로 생각될 수 있으며, 전자기"파"의 매질로서 도입되었던 에테르는 그의 빛 개념에선 더 이상 필요치 않게 되었던 것이다.
아인슈타인의 논문에 어떠한 참고 문헌도 달려있지 않다는 것은 주목할 만한 사실이다. 그러나 많은 과학사학자들은 아인슈타인이 무엇으로부터 영향을 받았고 영감을 얻었는지 알아내기 위해 노력하였다. 아인슈타인 스스로는 그의 사고자 경험주의자 철학자인 데이비드 흄과 에른스트 마흐로부터 많은 영향을 받았다고 말한 바 있다. 상대성 원리에 대하여, 움직이는 자석과 도체 문제와 에테르 항력 실험의 여러 부정적인 결과들은 그에게 그 원리를 수용하는데 매우 중요한 영향을 주었다. 그렇긴 하지만, 그는 가장 중요한 실험인 마이컬슨-몰리 실험으로부턴 어떠한 영향도 받지 않았다고 말하였다. 푸앵카레의 《과학과 가설》 역시 그에게 중요한 영향을 주었을 것이다. 《과학과 가설》에는 상대성 원리가 서술되어 있으며, 아인슈타인은 이 책을 1904년에 읽었다.
전기동역학과 광속도 불변의 원리에 대한 그의 관점에 대하여, 아인슈타인은 로런츠의 이론과 피조 실험에 그에게 상당한 영향을 주었다고 말하였다. 1909년과 1912년에 그는 그 원리를 로런츠의 정지 에테르 이론에서부터 얻었지만(로런츠의 정지 에테르 이론은 에테르 기준계에서 맥스웰 방정식과 광속도 불변성을 의미한다.) 이 원리가 상대성 원리와 결합되면 에테르 개념을 무용하게 만드는 것을 인식하였다고 말하였다. 그가 1907년 및 그 후의 논문들에서 밝혔듯이. 이 원리들 사이에 언뜻 보기에 모순되어 보이는 부분들은 로런츠의 지역 시간이 단지 보조적인 물리량이 아니라, 시간과 신호 속도에 의해 정의되는 양으로 생각하면 쉽게 해결된다는 것을 밝히었다. 아인슈타인 이전에도 푸앵카레 역시 지역 시간의 비슷한 물리적 해석을 발견하였고 또 이것을 신호 속도와 연결짓기도 하였지만, 아인슈타인과는 반대로 푸앵카레는 에테르 안의 시계가 진짜 시간을 보여주는 것이고, 움직이는 시계는 겉보기 시간을 보여주는 것이라는 주장을 계속하였다. 1953년 아인슈타인은 그의 이론의 진보를 다음과 같이 설명하였다.
| “ | 회상해 볼 때 특수 상대론의 발전이 1905년에 무르익었음은 의심의 여지가 없다. 로런츠는 일찍이 그의 이름이 붙은 변환이 맥스웰 방정식을 해석하는 데 있어 필수적임을 인식하였고, 푸앵카레는 이러한 통찰을 더욱 심화시켰다. 나는 로런츠 1895년 연구만 알고 있었고 [...] 로런츠의 후속 연구나 푸앵카레의 후속 작업에 대해 전혀 모르고 있었으며, 그러한 관점에서 1905년 나의 업적은 완전히 독립적이었다 말할 수 있다. [..] 특수상대론의 새로운 특징은 로런츠 변환을 맥스웰 방정식과의 관계에서만 생각하는 것을 초월하여 일반적인 시공간의 본성과 연결시킨 것이었다. 로런츠 불변성이 물리 이론의 일반적인 조건이 된 것도 새로운 결과였다. 이는 내게 있어 매우 중대한 사항이었는데, 왜냐하면나는 당시 막스웰이 이론이 방사의 미세 구조를 설명하지 않음을, 따라서 일반적인 타당성을 지니지 않음을 알고있었기 때문이다. | ” |

#### 질량-에너지 등가성
전기동역학에 대한 그의 논문에서 아인슈타인은 전자의 운동에너지에 대한 식
{\displaystyle E_{kin}=mc^{2}\left({\frac {1}{\sqrt {1-{\frac {v^{2}}{c^{2}}}}}}-1\right)}
을 이미 사용하고 있었다. 이 결과를 더욱 정교하게 하여 아인슈타인은 물체가 에너지를 잃으면 질량이 E/c2 만큼 줄어든다는 사실을 담은 논문을 출판하였다. 이는 유명한 질량-에너지 등가 공식 E = mc2 을 말한다. 아인슈타인은 이 등가성 방정식을 매우 중요하게 생각하였는데, 왜냐하면 이 공식이 질량을 가진 입자는 고전적인 운동에너지 및 퍼텐셜 에너지와는 다른 "정지 에너지"를 지닌다는 것을 말해주기 때문이었다. 위에서 언급했듯이 아인슈타인의 공식과 비슷한 질량-에너지 관계를 말했던 물리학자가 몇몇 있었으나, 그들의 작업은 주로 전자기 에너지에 집중되어 있었고 전자기 에너지는 물질에 저장되어있는 전체 에너지의 극히 일부분일 뿐이었다. 때문에 질량-에너지 관계를 모든 형태의 에너지에 대해 기술한 것은 아인슈타인이 처음이었고, 물론 질량-에너지 등가 관계를 상대성 원리의 관점에서 이해한 것도 아인슈타인이 처음이었다.

### 초기 수용

#### 첫 번째 평가
발터 카우프만(1905,1906) 이 아마도 아인슈타인의 업적을 언급한 첫 번째 물리학자일 것이다. 그는 로런츠와 아인슈타인의 이론을 비교하였고, 비록 아인슈타인의 방법론을 더 선호하긴 했지만 두 이론이 실측적으로는 동등하다고 주장하였다. 그럼으로써 그는 상대성 원리를 "로런츠-아인슈타인"의 기본 가정이라 얘기하였다. 곧, 막스 플랑크(1906a)는 처음으로 이 이론을 공개적으로 변호하였고 그의 학생이었던 막스 폰 라우에와 Kurd von Mosengeil를 이 이론으로 끌어드렸다. 그는 아인슈타인의 이론을 로런츠 이론의 일반화로 묘사하였고 이 "로런츠-아인슈타인 이론"에 "상대적 이론"이라는 이름을 붙였으나, 곧 Alfred Bucherer가 플랑크의 표현을 "상대성 이론"으로 바꾸었다. 반면 아인슈타인 본인과 많은 학자들은 이 새로운 방법론을 단순히 "상대성 원리"라 부르기를 더 선호하였다. 1908년에 작성한 상대성원리에 대한 중요한 소개글에서, 아인슈타인은 특수상대성이론을 "로런츠 이론과 상대성 원리의 결합"으로 묘사하였다.

#### 카우프만-부케러 실험
카우프만(1905,1906)은 전하-질량 비율, 곧 질량의 속도의존성에 대한 그의 새로운 실험 결과를 발표하였다. 그들은 로런츠-아인슈타인 이론의 명료한 반증을 찾았으며 아브라함의 이론을 확인하였다고 발표하였다. 플랑크와 아돌프 베슈텔마이어(독일어: Adolf Bestelmeyer)(1906)에 의해 비판받긴 했지만, 수 년동안 카우프만의 실험은 상대성 원리에 대한 중대한 반론을 대변했었다. 카우프만에 이어서, Alfred Bucherer(1908) 이나 귄터 노이만(독일어: Günther Neumann)(1914) 와 같은 물리학자들은 질량의 속도의존성을 조사하는 실험을 계속하였는데, 이번에는 "로런츠-아인슈타인 이론"과 상대성 이론이 맞으며 아브라함의 이론이 반증된 것으로 생각되었다. 훗날 이들의 실험은 모우 로런츠-아인슈타인 모델과 아브라함 모델을 구분하기에는 충분히 정밀하지 않았음이 드러났다. 두 모델 사이의 논쟁은 실험물리학자들이 로런츠-아인슈타인 공식을 충분한 정확도로 확인할 수 있게 된 1940년대까지 이어졌다. 하지만 이 문제는 오직 카우프만 류의 실험에서만 일어났다. 수소 스펙트럼의 미세구조에 대한 1917년 연구는 로런츠-아인슈타인 공식의 확실한 뒷받침이었으며 아브라함 이론의 확실한 반증이었다.

### 상대론적 운동량과 질량
플랑크(1906a)는 상대론적 운동량을 정의하였고 1905년 아인슈타인이 제안한 식에 있었던 작은 실수를 바로잡아 횡질량과 종질량의 정확한 식을 제안하였다. 플랑크의 식은 근본적으론 1899년 로런츠의 식과 같았다. 플랑크의 작업에 기초하여, 길버트 루이스와 Richard C. Tolman(1908,1909)는 질량을 속도에 대한 모멘텀의 비율로서 질량을 정의하여 상대론적 질량의 개념을 발전시켰다. 때문에 기존에 가속도에 대한 힘의 비율로서 질량이 정의되었을 때 도입된 종질량과 횡질량의 개념은 더 이상 필요치 않게 되었다. 1912년 Tolman 은 상대론적 질량을 물체의 실제 "질량"으로 해석하였다. 하지만 상대론에 대한 현대 교과서들은 상대론적 질량이란 개념을 더 이상 사용하지 않고, (정지) 질량 그 자체는 불변적 물리량으로 여겨지고 있다.

#### 질량과 에너지
아인슈타인은 1906년에 에너지의 관성, 곧 질량-에너지 등가성은 질량중심 보존정리의 필요충분조건임을 보였다. 이 때 아인슈타인은 질량중심에 대한 푸앵카레 논문과 아인슈타인 자신의 논문이 상대론적 관점에서의 물리적 해석은 달랐어도 수학적 형식은 거의 같음을 발견하였다.
쿠르트 폰 모젠가일(독일어: Kurd von Mosengeil)(1906)은 공동에서의 흑체 복사에 대한 하젠뇌를의 계산을 확장하여, 전자기 복사에 의한 물체의 질량 증가에 대해 하젠뇌를과 같은 식을 얻었다. 하젠뇌를의 아이디어는 물체의 질량이 전자기장에 기인한 성분을 포함하며, 물체를 빛을 포함한 공동으로 생각할 수 있다는 것이었다. 그의 질량-에너지 관계식은, 아인슈타인 이전에 있었던 많은 식들과 마찬가지로 잘못된 인자를 포함하고 있었다. 플랑크는 1907년에, 물질 안에 존재하는 결합력을 포함하는 질량-에너지 등가성을 특수상대성 이론의 틀 안에서 일반적으로 유도했다. 그는 아인슈타인의 1905년 작업에 우선권을 돌렸지만, 그의 접근이 좀 더 일반적이라 판단하였다.

#### 피조와 사냐크의 실험
위에서 설명하였듯이, 1895년에 로런츠는 이미 프레넬의 항력 계수를 v/c 의 일차항까지 유도하는데 성공하였으며, 전자기 이론과 지역 시간의 개념을 이용해 피조의 실험을 설명했었다. 움직이는 물체의 상대론적 광학을 만들고자 하였던 야코프 라우브(Jakob Laub)의 1907년 첫 시도 이후로, 상대론적 속도 덧셈을 응용해 항력 계수를 모든 차수에 대해 유도한 것은 막스 폰 라우에가 처음이었다. 라우에의 계산은 로런츠의 복잡한 방법보다 훨씬 간단했다.
1911년에 막스 폰 라우에는 광선이 둘로 쪼개저서 서로 반대방향의 궤도를 따라 진행하는 플랫폼을 생각했다. 두 광선이 한 점으로 돌아오면 간섭무늬를 만들면서 플랫폼을 빠져나가도록 설계되어있었다. 라우에는 플랫폼이 회전하고있을 때의 간섭무늬의 변위를 계산하였다. 빛의 속도는 광원의 속도에 무관하기 때문에, 한 광선은 다른 관선보다 더 짧은 거리를 진행한다. 이러한 종류의 실험이 1913년에 조르주 사냐크(프랑스어: Georges Sagnac)에 의해 수행되었는데, 사낙은 실제로 간섭무늬의 변위를 측정할 수 있었다(사냐크 효과). 사냐크 자신은 이 결과가 정지 에테르 이론을 뒷받침하는 것이라고 생각하였으나, 라우에의 계산은 이 결과가 특수상대론과도 일치함을 확인할 수 있었는데, 이는 두 이론에서 모두 빛의 속도는 광원의 속도와 무관하기 때문이다. 사냐크 효과는 푸코 진자와 같은, 역학적 회전의 전자기학적 대응이라 생각할 수 있다. 1925년, 사냐크의 실험을 약간 변형한 Michelson–Gale–Pearson 의 실험은 지구의 각속도 역시 특수 상대성 이론과 정지 에테르 이론 모두와 일치함을 확인하였다.

#### 동시성의 상대성
광학 신호와의 동기화를 통한 동시성의 상대성 유도 역시 단순화되었다. Daniel Frost Comstock(1910)는 두 시계 A,B 중간에 관찰자를 놓았다. 이 관찰자로부터 신호가 두 시계로 보내지고, A,B 가 정지해 있는 관찰자에서 그 두 시계는 동시에 작동되기 시작한다. 하지만 A,B 가 움직이고 있는 계에서, 시계 B가 먼저 작동하게 되고 그 후 시계 A가 작동하게 된다. 아인슈타인(1917) 역시 A,B 중간에 관찰자가 있는 모델을 만들었다. 그러나 그의 모델은 두 신호가 A,B에서 관찰자로 보내지는 상황이었다. A,B가 정지해있는 기준계에서 신호는 관찰자에게 동시에 도달하고, 관찰자가 B 쪽으로 움직이고 있는 경우에 관찰자는 B에서 오는 빛을 A에서 오는것보다 먼저 보게 되고 따라서 B 에서의 광신호 발생이 A에서의 광신호 발생보다 먼저 일어났다고 인식하게 된다.

### 시공간 물리학

#### 민코프스키 시공간
푸앵카레의 사벡터 역학을 계승한 것은 푸앵카레 본인이 아니라 헤르만 민코프스키(1907)였다. 민코프스키의 작업은 군론, 불변량 이론, 사영기하학 등에 공헌을 한 아서 케일리, 펠릭스 클라인, 윌리엄 킹던 클리퍼드 등과 같은 19세기 수학자들의 작업에 기반을 둔 것이었다. 그들과 비슷한 방법을 써서, 민코프스키는 로런츠 변환을 기하학적으로 해석하는데 성공하였다. 그는 사차원 벡터 개념을 완성했고, 시공간을 나타내는 민코프스키 도표(Minkowski diagram)를 고안하였으며, 세계선, 고유 시간, 로런츠 불변/공변과 같은 표현을 도입하였다. 무엇보다도 그는 전기동역학을 사차원 벡터를 통해 기술하였다. 푸앵카레와 마찬가지로 민코프스키 역시 로런츠 불변인 중력 이론을 만들고자 하였지만, 그의 작업은 아인슈타인의 중력 연구로 대체되었다.
1907년에 민코프스키는 상대성 원리를 정립한 네 명의 선구자로 헨드릭 안톤 로런츠, 알베르트 아인슈타인, 앙리 푸앵카레, 막스 플랑크를 언급하였다. 민코프스키는 아인슈타인의 이론을 로런츠 이론의 일반화로 여겼고 아인슈타인에게 시간의 상대성을 완벽하게 밝힌 공로를 돌렸지만, 그의 이전의 연구자들이 시간의 상대성을 완전히 기술하지 못한 점은 비판하였다. 그러나 현대의 과학사학자들은 민코프스키의 우선권 주장이 타당하지 않다고 여기는데, 이는 민코프스키가 전자기학적 세계관을 고수했었고 로런츠의 전자 이론과 아인슈타인의 운동학 사이의 차이점을 완전히 이해하지 못했던 것이 명백하기 때문이다. 1908년에 아인슈타인과 라우브(Laub)는 민코프스키의 사차원 벡터 전기동역학을 너무 복잡하다는 이유로 거부하고, 좀더 기초적이고, 사차원 벡터를 사용하지 않는 방법으로 운동체 방정식을 유도하였다. 하지만 a) 특수 상대성 이론이 완전하고 일관된 이론이라는 것과 b) 상대론의 더 심화된 발전에 기초를 제공한 것은 민코프스키의 방법론이었다. 아인슈타인은 1912년에 민코프스키의 시공간 개념의 유용성을 인정하고, 일반 상대성 이론을 정립하는데 있어 이를 사용하였다.
오늘날 특수 상대성 이론은 선형대수학의 한 응용으로 여겨지나, 특수상대론이 개발되고 있던 당시에는 선형대수학이 물리학자들에게까지 알려지지는 않았다. 1800년대에 수학자들은 추상적 선형 공간(벡터 공간)과 선형 변환, 외대수등 선형 대수학의 대부분을 정립하였고, 1850년대에 나온 리만 기하학에서 선형 대수학이 중요한 역할을 하고 있었지만, 오늘 날처럼 응용 선형 대수학이 당시에 공학이나 물리학과의 교육 과정에 포함되지는 않았다. 돌이켜보면, 민코프스키가 명확히 언급했던 것처럼, 로런츠 변환은 단순히 쌍곡공간에서의 회전으로 간주될 수 있다.

#### 벡터 기호와 닫힌계
민코프스키의 시공간 개념은 빠르게 받아들여졌고 더 깊이 연구되었다. 예를 들어, 아르놀트 조머펠트(1810)는 민코프스크의 행렬 기호를 좀더 우아한 벡터 기호로 대체하고 "사벡터" 및 "육벡터"라는 용어를 도입하였다. 그는 또한 상대론적 속도 덧셈 공식의 삼각함수 버전을 소개하였는데, 이는 조머펠트의 말에 따르면 상대론적 덧셈이라는 개념의 이상함을 상당부분 해소해 주는 것이었다. 라우에(1911,1913)가 시공간 개념을 변형가능한 물체 이론과 소립자 이론의 상대론적 버전을 만드는데 사용한 것은 상대론에 대한 중요한 공헌이었다. 그는 민코프스키가 전자기학적 과정에 대해서 기술한 식들을 모든 힘에 대해 확장시켰고 그럼으로써 질량-에너지 등가성의 개념을 더욱 명료하게 만들었다. 그는 또한 적절한 로런츠 변환을 보증하고, 물질의 안정성을 설명하기 위해선 비-전기적 힘이 필요함을 보였고, 상대론에서 전자가 닫힌계가 되기 위해선 "푸앵카레 응력"의 필요성이 자연스럽게 대두됨을 보였다.

#### 제2 가정을 사용하지 않는 로런츠 변환
광속도 불변의 법칙을 사용하지 않고 로런츠 변환을 유도하려는 여러 시도들이 있었다. 예를 들어 Vladimir Ignatowski(1910)는 a) 상대성 원리, b ) 공간의 균일성과 등방성, c) the requirement of reciprocity를 이용해 로런츠 변환을 유도하였다. 그러나 Philipp Frank과 Hermann Rothe은 1911년에 Ignatowski 의 유도는 불완전하며 추가적인 가정을 필요로 한다고 주장하였다. 그들은 a) 로런츠 변환이 균일한 선형군을 이룬다는것, b) 기준계를 바꿀때, 상대 속력의 부호만 바뀐다는 것 c) 길이 수축은 오직 상대 속력에 의해서만 결정된다는 것 에 기반을 둔 계산을 직접 수행하였다. 그러나, 파울리와 밀러는 이러한 모델에선, 변환공식에서 불변되는 속력이 바로 빛의 속력이라는 것을 알아낼 수 없다는 것을 지적하였다. - 예를 들어, Ignatowski는 빛의 속력을 설명하기 위해서 전기동역학에 의지해야만 했다. 때문에 파울리를 미롯한 여러 물리학자들은 로런츠 변환을 유도하는데 있어 두 가정이 모두 필요하다고 주장하였다. 그렇긴 하지만 오늘날에도 어떤 사람들은 광속도 불변의 법칙 없이 특수상대론을 유도하고자 시도하고 있다.

#### 허수 시간 좌표를 사용하지 않는 비유클리드적 상대론 정립
1907년 민코프스키는 그의 시공간 개념이 4차원 비유클리드 다양체를 나타낸다는 것을 지적하였지만, 좀 더 친숙한 유클리드 기하학과의 형식적 유사성을 강조하기 위해선 시간 좌표가 허수로 취급되어야 한다는 것을 알아차렸다. 이는 단지 비-유클리드 거리함수를 유클리드 거리함수와 형식적 유사성을 강조하는 형태로 나타내는 것일 뿐이었다. 그러나 후속 연구자들은, 방정식의 내용이나 결과에 아무런 차이도 주지 않았기 때문에, 허수 시간 좌표라는 개념을 버리고 거리함수를 좀 더 단순히 비-유클리드 형식으로 드러나게 쓰는 것을 선호하였다. 1910년 조머펠트는 속도의 삼각함수 기술을 제시하였고 1912년에 Vladimir Varićak는 이러한 기술이 쌍곡 기하학과 가지는 유사점을 강조하였으며 비유클리드 기하학을 사용해 상대론을 재구성하고자 시도하였다. Alfred Robb은 1911년에 틀 속도(영어: frame velocity)를 기술하는 쌍곡 각으로서 신속도라는 개념을 도입하였다. Edwin Bidwell Wilson와 Gilbert N. Lewis는 1912년에 시공간의 벡터 표기법을 소개하였다. 1913년 에밀 보렐은 Thomas precession의 운동학적 기초를 마련하였다. 쌍곡 평면이라는 용어는 쌍곡 기하학에서와 민코프스키 기하학에서 모두 사용되지만, 두 기하학은 상당히 다른 분야이다. 시공간은 민코프스키 공간에서 기술되지만, 속도 공간은 쌍곡 기하학적으로 기술된다. 1908년 민코프스키는 쌍곡공간의 쌍곡면 모형(영어: hyperboloid model)을 발견하였다. 오늘날에도 허수 시간 좌표를 사용하는 상대론 교과서를 찾을 수 있지만, 대부분은 실수 좌표를 채택하고 음의 부호를 가질 수 있는 거리함수를 인정하는 쪽을 택한다. (두 기술법의 차이가 일반상대론에서 의미하는 바가 무엇인지가는 이 글의 범위를 벗어난다.)

#### 시간 지연과 쌍둥이 역설
아인슈타인은 1907년에 시간 지연의 직접적인 결과인 횡파 도플러 효과를 관측할 수 있는 방법을 제안하였다. 횡파 도플러 효과는 1938년에 Herbert E. Ives와 G. R. Stilwell 의 Ives–Stilwell experiment에 의해 관찰되었다. 루이스와 톨만은 1909년에 시간 지연의 상호성을 서로에 대해 특정 상대속도로 운동하고 있는 두 시계를 이용해 설명하였다. 두 시계는 평행한 평면거울로 이루어져 있고, 거울 사이에서 빛 신호가 튕겨진다. A에 정지해 있는 관찰자에게 시계 A의 주기는 두 거울 사이의 거리를 빛의 속력으로 나눈 값이 된다. 그러나 그 관찰자가 시계 B를 본다면, 그는 그 시계에서 광신호는 A 시계에서보다 더 긴, 각이진 경로를 이동하며 따라서 시계 B가 시계 A보다 더 느리게 간다고 관찰한다. B 와 "함께" 운동하는 관찰자에게 상황은 완전히 반대다. 시계 B가 더 빠르게 가고 A가 더 느리게 간다. 1910-1912년에 로런츠는 시간 지연의 상호성에 대해 논의하였으며, 그것의 결과로서 발생하는 것처럼 보이는 시계 "역설"을 분석하였다. 로런츠는 만일 한 계에선 오직 하나의 시계만 사용되며, 다른 계를 고려할때는 두개의 시계가 필요하다고 생각한다면 이 역설이 해결됨을 보였다. 즉 동시성의 상대성이 고려되어야 한다는 것이다.
쌍둥이 역설 이라 불리는, 폴 랑주뱅이 1911년에 만든 역설 역시 유명하다. 쌍둥이 역설은 로런츠의 시계 역설에서 두 시계를 두 "사람"으로 대체한 것이다. 랑주벵은 한 쌍둥이가 다시 돌아오기 위해선 감속을 하고 방향을 바꿔야 하며 따라서 대칭성이 붕괴되고 가속을 한 쌍둥이가 더 젊다는 식의 설명으로 이 역설을 해결하였다. 그러나 랑주벵 자신은 이것을 에테르의 존재성에 대한 힌트라고 여겼다. 랑주벵의 설명이 오늘날에도 받아들여지고 있긴 하지만, 그의 에테르에 대한 생각은 받아들여지지 않았다. 라우에는 1913년에, 가속은 쌍둥이의 관성기준계에 대해 충분히 작게 이루어질 수 있음을 지적하였다. 즉, 한 쌍둥이는 여행중에 두 관성기준계를 지나지만 다른 쌍둥이는 한 관성기준계에 남아있는다는 사실이 더 중요해진다. 라우에는 이 상황을 민코프스키의 시공간 개념을 이용해 시각화했던 첫 번째 사람이었다.

#### 가속
1908년에 아인슈타인은 특수 상대성 이론의 틀 안에서, 가속되고 있는 기준계까지 상대성 원리로 기술하고자 시도하였다. 그는 물체가 가속되고 있더라도 각각에 순간에서 그 물체가 마치 정지해있는 것처럼 되는 관성기준계를 정의할 수 있음을 밝혔다. 그런식으로 정의된 가속기준틀에 대해, 동시성을 정의하기 위해 광속도 불변의 법칙을 사용하는 것은 작은 국소지역에만 한정된다. 그러나 아인슈타인이 사용했던, 관성기준계에서 관성질량과 중력질량의 동등성과, 가속기준계와 균일한 중력장의 동등성을 말하는 동등성 원리는, 특수상대론의 한계를 초월하고 일반상대론의 정립으로 이어졌다.
아인슈타인과 거의 동시에(1908) 헤르만 민코프스키 역시 그의 시공간 개념의 틀 안에서 균일한 가속운동이라는 특별한 경우를 연구하였다. 그는 균일한 가속운동을 하는 물체의 세계선은 쌍곡선에 대응된다는 사실을 알아차렸다. 민코프스키의 개념은 막스 보른(1909)과 아르놀트 조머펠트(1910)에 의해 더욱 깊이 연구되었고 보른은 "쌍곡 운동"이라는 표현을 제안하였다. 균일한 가속운동은 특수상대론에서 비균일 가속에 대한 근사로 사용될 수 있었다. 더 나아가, 해리 베이트먼(Harry Bateman)과 에베네저 커닝엄(Ebenezer Cunningham)은 1910년에, 맥스웰 방정식은 로런츠 변환보다 더 일반적인 변환인 등각사상에 대해 불변임을 보였다. 등각사상 하에서, 특정 종류의 가속 운동에 대한 맥스웰 방정식의 형태는 변하지 않는다. 민코프스키 공간에서 일반적인 공변 전기동역학은 1912년에 Friedrich Kottler에 의해 완성되었으며, 이 결과는 일반상대론에서도 역시 타당하다. 특수상대론에서의 가속운동에 대한 기술에 관하여, 랑주뱅과 동료들은 회전 관성계에 대해 보른 좌표계를 도입하였고, 볼프강 린들러(독일어: Wolfgang Rindler)는 균일한 가속운동에 대해 린들러 좌표계(Rindler coordinates)를 도입하였다.

#### 강체와 에렌페스트 역설
아인슈타인은 1907년에 강체에서 정보의 전달속도가 광속을 넘을 수 있는지에 대한 의문을 논의하였고, 만약 그게 가능하다면 정보가 과거로도 전달될 수 있음을, 따라서 인과율이 깨질 수도 있음을 설명하였다. 이는 상식에 반하기 때문에, 초광속은 불가능한 것으로 생각되었다. 아인슈타인은 강체의 동역학이 특수상대론의 관점에서 기술되어야 한다고 말하였다. 1909년 막스 보른이 가속 운동에 대한 연구를 진행할 때, 그는 강체운동을 특수상대론적으로 기술하고자 하는 시도를 하였다. 그런데 파울 에렌페스트가 막스 보른의 개념에서, 회전 원판의 반지름은 일정하지만 길이 수축때문에 그 둘레는 짧아지는 역설을 발견하였다. 이를 에렌페스트 역설 이라고 한다. 이 역설은 구스타프 헤르글로츠 (1910), 프리츠 뇌터(Fritz Noether) (1910), 막스 폰 라우에 (1911) 등에 의해서도 연구되었다. 강체는 무한히 많은 자유도를 가지기 때문에 고전적인 개념이 특수상대론에까지 적용될 수는 없음을 밝힌 것은 라우에였다. 보른의 정의가 강체에 대해서는 적용될 수 없었지만, "강체 운동"을 기술하는 데는 유용하였다. 에렌페스트 역설과 관련해서, 길이 수축이 실제로 일어나는지 아니면 겉보기 현상인지, 로런츠의 동역학적 수축과 아인슈타인의 운동학적 수축 사이에 차이가 있는지 등에 대한 의문 역시 논의되었다. 그러나 아인슈타인이 지적했듯 그러한 의문은 단지 단어의 문제에 불과했는데, 왜냐면 운동학적 길이 수축은 같이 움직이는 관찰자에 대해선 "겉보기" 현상이지만, 정지해있는 관찰자에 대해선 "실제" 현상이며 측정 가능하기 때문이다.

#### 특수 상대성 이론의 수용
결국 1911년 경에는 대부분의 수학자들과 이론물리학자들이 특수상대론의 결과를 수용하게 되었다. 예를 들어 1909년에 플랑크는 이미 상대성 원리의 함의들을 코페르니쿠스 학설과 비교하기도 하였다. 로런츠의 동역학적 접근과 아인슈타인의 운동학적 접근의 차이가 지적되었고, "로런츠-아인슈타인 이론"이라는 용어는 더 이상 쓰이지 않게 되었다. 로런츠, 푸앵카레, 아브라함, 랑주뱅과 같은 소수의 이론물리학자들만 에테르의 존재를 끝까지 믿었다. 1910-1913년 경에 행해진 민코프스키의 시공간 구성은 특수상대론이 수용되는 데 있어서 중요한 역할을 했었다. 1912년에는 빌헬름 빈은 로런츠와 아인슈타인 둘 모두를 노벨물리학상 후보로 추천했다.(비록 상대론은 노벨물리학상을 한번도 타지 못하였다.) 일반상대성 이론을 완성한 1915년 이후에야 아인슈타인은 일반 상대론과 특수 상대론을 구분하기 위해 "특수 상대성 이론"이라는 용어를 처음으로 사용하였다.

### 상대론적 이론

#### 중력
중력의 상대론적 이론을 구성하고자 했던 첫 번째 시도는 푸앵카레의 작업이었다(1905). 그는 뉴턴의 운동방정식을 로런츠-불변인 형태로 바꾸고자 노력하였다. 상대론적 중력법칙에는 많은 후보가 있었고 푸앵카레는 그 중 두가지를 고려하였다. 푸앵카레는 중력파의 속력이 빛의 속력보다 몇 배나 빠르다는 피에르 라플라스의 주장이 상대론적으로 타당하지 않음을 보였다. 즉, 상대론적 중력이론에선, 중력파의 속력이 빛의 속력과 같더라도 행성 궤도는 안정되어 있다. 푸앵카레의 모델과 비슷한 모델이 민코프스키(1907)와 조머펠트(1910)에 의해서도 연구되었다. 그러나 1912년 아브라함은 이들의 이론이 중력의 벡터 이론의 한 종류라는 것을 밝혔다. 이들의 모델의 근본적인 결점은 물질 주변에서 중력에너지가 음수값을 가질수도 있게 되는 것이었다. 이들 이론의 대안으로서 아브라함과 Gustav Mie는 1913년에 중력의 "스칼라 이론"을 제안하였다. Gustav Mie는 그의 중력 이론을 완성하지 않았던 반면, 아브라함은 끝내 중력 이론을 위해 로런츠-공변 개념을 포기하였고 때문에 상대론을 버리게 되었다.
이들 모델은 모두 동등성 원리를 위반하는데, 아인슈타인은 로런츠-공변과 동등성 원리를 동시에 만족하는 중력이론을 만드는 것은 불가능하다고 주장하였다.
그런데 군나르 노르드스트룀(1912-1913)은 그러한 모델을 만들었다. 이는 중력질량과 관성질량이 모두 중력퍼텐셜에 의존하게 만듬으로써 가능하였다.
노르드스트룀의 중력 이론은 굉장히 놀라운 결과였는데, 왜냐하면 곧 아인슈타인과 아드리안 포커르(네덜란드어: Adriaan Fokker)에 의해 밝혀졌듯이 노르드스트룀의 이론에선 중력이 시공간의 곡률로서 완전히 기술되기 때문이다. 노르드스트룀의 이론에 모순은 없었지만, 아인슈타인의 관점에선 한 가지 근본적인 문제가 있었다. 일반적 공변성 이라는, 중요한 조건을 만족하지 않았던 것이다. 이들 "스칼라 이론"과는 다르게, 아인슈타인은 1911-1915년에 중력의 "텐서 이론", 곧 일반 상대성 이론을 개발하였다. 아인슈타인의 이론은 동등성 원리와 일반적 공변성 모두를 만족하는 것이었다. 일반 상대성 이론에서 광속도 일정과 로런츠 공변성은 국소적으로만 성립하는 성질이기 때문에, "특수상대론적" 중력이론을 만드려는 시도는 모두 중단되었다. 여러 중력 모델 중, 수성 원일점의 세차 운동에 대해 정확한 계산 결과를 주는 모델은 아인슈타인의 이론 뿐이었다. 아인슈타인의 중력 이론은 그 당시 여러 중력 모델 중, 태양 주위의 빛의 굴절에 대해서 정확한 계산 결과를 주는 유일한 모델이기도 하였다.

#### 양자장론
상대론과 양자 역학의 통합은 양자 장론의 중요한 동기였다. 파스쿠알 요르단과 볼프강 파울리는 1928년에 상대론적 양자장론을 만들 필요가 있음을 얘기하였고, 폴 디랙은 디랙 방정식을 만듬으로써 반물질의 존재를 예견하였다.
상대론적 열역학, 상대론적 통계역학, 상대론적 수력학, 상대론적 양자화학, 상대론적 열전도 등 물리의 많은 영역들이 상대론적으로 재구성 되고 있다.

### 실험적 증거
특수 상대론을 확인한 중요한 실험으로는 위에 언급된 것 중 피조 실험(Fizeau), 마이컬슨-몰리 실험, 카우프만-부커러-뉴먼 실험(Kaufmann-Bucherer-Neumann), 트루턴-노블 실험(Trouton-Noble), 레일리-브레이스 실험(Rayleigh-Brace), 트루턴-랭킨 실험(Trouton-Rankine) 등이 있다.
1920년대에는 마이컬슨-몰리 실험과 유사한 많은 실험들이 훨씬 더 높은 정확도로 수행되었다. 1932년에 행해진 케네디-손다이크의 간섭계 실험은 광속이 광원의 속력과 무관함을 확인하였다. 시간 지연 또한 1938년 아이브스-스틸웰 실험에서 운동하는 입자의 붕괴율을 측정함으로써 확인되었다. 이 실험들은 모두 실험 기술이 점점 더 좋아질 때마다 반복적으로 수행되었다. 질량을 가진 입자는 광속에 도달할 수 없다는 것 또한 상대론적 에너지 및 운동량을 다루는 많은 실험에서 확인되었다.
양자중력과 관계되어 로런츠 불변성을 확인하는 많은 실험들이 수행되었다. 빛의 등방성(isotropy)은 10−17 수준까지 확인되었고, 10−40 수준까지 로런츠 불변성을 확인하는 실험도 있었다.

### 우선권
여러 물리학자들과 수학자들이 많은 단계를 거쳐 특수 상대성 이론을 완성했으며, 각 단계에 대한 우선권 논쟁이 있다. 대중적으로 아인슈타인이 처음 발표했다고 알려진 내용들 중에는 아인슈타인이 우선권을 가지지 않는 내용들도 있다. 이에 대해선 
특수 상대론 우선권 논쟁을 참조하라.

### 비판
실험적 증거의 부족, 내부적 비일관성, 비-수리공리적 구성 등을 이유로 특수상대론 비판하는 사람들이 있다. 그러나 절대다수의 과학자들은 특수 상대론이 이미 다양한 방법으로 검증되었으며, 상대론은 일관된 이론 체계라고 생각한다.

## 같이 보기
- 특수 상대론 우선권 논쟁
- 일반 상대론 우선권 논쟁
- 특수 상대성 이론
- 일반 상대성 이론

## 참고 문헌
- Abraham, Max (1902). “Dynamik des Electrons”. 《Nachrichten von der Gesellschaft der Wissenschaften zu Göttingen, Mathematisch-Physikalische Klasse》: 20–41.

- Abraham, Max (1903). “Prinzipien der Dynamik des Elektrons”. 《Annalen der Physik》 315 (1): 105–179. Bibcode:1902AnP...315..105A. doi:10.1002/andp.19023150105.

- Abraham, Max (1904). “Die Grundhypothesen der Elektronentheorie” [The Fundamental Hypotheses of the Theory of Electrons]. 《Physikalische Zeitschrift》 5: 576–579.

- Abraham, Max (1914). “Neuere Gravitationstheorien”. 《Jahrbuch für Radioaktivität und Elektronik》 11 (4): 470–520.

- Alväger, Farley; Kjellmann, Walle (1964). “Test of the second postulate of special relativity in the GeV region”. 《Phys. Rev. Letters》 12 (3): 260–262. Bibcode:1964PhL....12..260A. doi:10.1016/0031-9163(64)91095-9.

- Bartoli, Adolfo (1884). “Il calorico raggiante e il secondo principio di termodynamica” (PDF). 《Nuovo Cimento》 15: 196–202. 2008년 12월 17일에 원본 문서 (PDF)에서 보존된 문서. 2013년 11월 6일에 확인함.

- Bateman, Harry (1910). “The Transformation of the Electrodynamical Equations”. 《Proceedings of the London Mathematical Society》 8 (1): 223–264. doi:10.1112/plms/s2-8.1.223.

- Borel, Émile (1913). “La théorie de la relativité et la cinématique”. 《Comptes Rendus des Séances de l'Académie des Sciences》 156: 215–218.

- Borel, Émile (1913). “La cinématique dans la théorie de la relativité”. 《Comptes Rendus des Séances de l'Académie des Sciences》 157: 703–705.

- Born, Max (1909). “Die Theorie des starren Körpers in der Kinematik des Relativitätsprinzips” [The Theory of the Rigid Electron in the Kinematics of the Principle of Relativity]. 《Annalen der Physik》 335 (11): 1–56. Bibcode:1909AnP...335....1B. doi:10.1002/andp.19093351102.

- Brecher, Kenneth (1977). “Is the Speed of Light Independent of the Velocity of the Source?”. 《Phys. Rev. Letters》 39 (17): 1051–1054. Bibcode:1977PhRvL..39.1051B. doi:10.1103/PhysRevLett.39.1051.

- Bucherer, A. H. (1903). “Über den Einfluß der Erdbewegung auf die Intensität des Lichtes”. 《Annalen der Physik》 316 (6): 270–283. Bibcode:1903AnP...316..270B. doi:10.1002/andp.19033160604.

- Bucherer, A. H. (1908). “Messungen an Becquerelstrahlen. Die experimentelle Bestätigung der Lorentz-Einsteinschen Theorie. (Measurements of Becquerel rays. The Experimental Confirmation of the Lorentz-Einstein Theory)”. 《Physikalische  Zeitschrift》 9 (22): 755–762.

- Cohn, Emil (1901), “Über die Gleichungen der Electrodynamik für bewegte Körper”, 《Archives néerlandaises des sciences exactes et naturelles》 5: 516–523

- Cohn, Emil (1904), “Zur Elektrodynamik bewegter Systeme I” [On the Electrodynamics of Moving Systems I], 《Sitzungsberichte der Königlich Preussischen Akademie der Wissenschaften》, 1904/2 (40): 1294–1303

- Cohn, Emil (1904), “Zur Elektrodynamik bewegter Systeme II” [On the Electrodynamics of Moving Systems II], 《Sitzungsberichte der Königlich Preussischen Akademie der Wissenschaften》, 1904/2 (43): 1404–1416

- Comstock, Daniel Frost (1910). “The Principle of Relativity”. 《Science》 31 (803): 767–772. Bibcode:1910Sci....31..767C. doi:10.1126/science.31.803.767. PMID 17758464.

- Cunningham, Ebenezer (1909년 10월). “The principle of Relativity in Electrodynamics and an Extension Thereof”. 《Proceedings of the London Mathematical Society》 8 (1): 77–98. doi:10.1112/plms/s2-8.1.77.

- De Sitter, Willem (1913). “A proof of the constancy of the velocity of light”. 《Proceedings of the Royal Netherlands Academy of Arts and Sciences》 15 (2): 1297–1298.

- De Sitter, Willem (1913). “On the constancy of the velocity of light”. 《Proceedings of the Royal Netherlands Academy of Arts and Sciences》 16 (1): 395–396.

- Ehrenfest, Paul (1909). “Gleichförmige Rotation starrer Körper und Relativitätstheorie”. 《Physikalische Zeitschrift》 10: 918.

- Einstein, Albert (1905a). “Zur Elektrodynamik bewegter Körper” (PDF). 《Annalen der Physik》 322 (10): 891–921. Bibcode:1905AnP...322..891E. doi:10.1002/andp.19053221004.. See also: English translation.

- Einstein, Albert (1905b), “Ist die Trägheit eines Körpers von seinem Energieinhalt abhängig?” (PDF), 《Annalen der Physik》 323 (13): 639–643, Bibcode:1905AnP...323..639E, doi:10.1002/andp.19053231314. See also the English translation.

- Einstein, Albert (1906), “Das Prinzip von der Erhaltung der Schwerpunktsbewegung und die Trägheit der Energie” (PDF), 《Annalen der Physik》 325 (8): 627–633, Bibcode:1906AnP...325..627E, doi:10.1002/andp.19063250814

- Einstein, Albert (1907), “Über die vom Relativitätsprinzip geforderte Trägheit der Energie” (PDF), 《Annalen der Physik》 328 (7): 371–384, Bibcode:1907AnP...328..371E, doi:10.1002/andp.19073280713

- Einstein, Albert (1908a), “Über das Relativitätsprinzip und die aus demselben gezogenen Folgerungen” (PDF), 《Jahrbuch der Radioaktivität und Elektronik》 4: 411–462, Bibcode:1908JRE.....4..411E

- Einstein, Albert; Laub, Jakob (1908b), “Über die elektromagnetischen Grundgleichungen für bewegte Körper” (PDF), 《Annalen der Physik》 331 (8): 532–540, Bibcode:1908AnP...331..532E, doi:10.1002/andp.19083310806

- Einstein, Albert (1909), “The Development of Our Views on the Composition and Essence of Radiation”, 《Physikalische Zeitschrift》 10 (22): 817–825

- Einstein, Albert (1912). “Relativität und Gravitation. Erwiderung auf eine Bemerkung von M. Abraham” (PDF). 《Annalen der Physik》 38 (10): 1059–1064. Bibcode:1912AnP...343.1059E. doi:10.1002/andp.19123431014.

- Einstein, Albert (1916). “Relativity: The Special and General Theory”. Springery.

- Einstein, Albert (1922). “Ether and the Theory of Relativity”. Methuen & Co.

- FitzGerald, George Francis (1889), “The Ether and the Earth's Atmosphere”, 《Science》 13 (328): 390, Bibcode:1889Sci....13..390F, doi:10.1126/science.ns-13.328.390, PMID 17819387

- Fizeau, H. (1851). “The Hypotheses Relating to the Luminous Aether, and an Experiment which Appears to Demonstrate that the Motion of Bodies Alters the Velocity with which Light Propagates itself in their Interior”. 《Philosophical Magazine》 2: 568–573.

- Frank, Philipp; Rothe, Hermann (1910). “Über die Transformation der Raum-Zeitkoordinaten von ruhenden auf bewegte Systeme”. 《Annalen der Physik》 339 (5): 825–855. Bibcode:1911AnP...339..825F. doi:10.1002/andp.19113390502.

- Augustin Fresnel (1816). “Sur la diffraction de la lumière”. 《Annales de chimie et de physique》 1: 239–281.

- Hasenöhrl, Friedrich (1904). “Zur Theorie der Strahlung in bewegten Körpern” [On the Theory of Radiation in Moving Bodies]. 《Annalen der Physik》 320 (12): 344–370. Bibcode:1904AnP...320..344H. doi:10.1002/andp.19043201206.

- Hasenöhrl, Friedrich (1905). “Zur Theorie der Strahlung in bewegten Körpern. Berichtigung” [On the Theory of Radiation in Moving Bodies. Correction]. 《Annalen der Physik》 321 (3): 589–592. Bibcode:1905AnP...321..589H. doi:10.1002/andp.19053210312.

- Heaviside, Oliver (1894), 〈Electromagnetic waves, the propagation of potential, and the electromagnetic effects of a moving charge〉, 《Electrical papers》 2, 490–499쪽

- Heaviside, Oliver (1889). “On the Electromagnetic Effects due to the Motion of Electrification through a Dielectric”. 《Philosophical Magazine》. 5 27 (167): 324–339.

- Herglotz, Gustav (1909). “Über den vom Standpunkt des Relativitätsprinzips aus als starr zu bezeichnenden Körper” [On bodies that are to be designated as "rigid" from the standpoint of the relativity principle]. 《Annalen der Physik》 336 (2): 393–415.

- Hertz, Heinrich (1890a). “Über die Grundgleichungen der Elektrodynamik für ruhende Körper”. 《Annalen der Physik》 276 (8): 577. Bibcode:1890AnP...276..577H. doi:10.1002/andp.18902760803.

- Hertz, Heinrich (1890b). “Über die Grundgleichungen der Elektrodynamik für bewegte Körper”. 《Annalen der Physik》 277 (11): 369–399. Bibcode:1890AnP...277..369H. doi:10.1002/andp.18902771102.

- Ignatowsky, W. v. (1910). “Einige allgemeine Bemerkungen über das Relativitätsprinzip” [Some General Remarks on the Relativity Principle]. 《Physikalische Zeitschrift》 11: 972–976.

- Ignatowsky, W. v. (1911). “Das Relativitätsprinzip”. 《Archiv der Mathematik und Physik》. 17, 18: 1–24, 17–40.

- Kaufmann, Walter (1902). “Die elektromagnetische Masse des Elektrons” [The Electromagnetic Mass of the Electron]. 《Physikalische Zeitschrift》 4 (1b): 54–56.

- Kaufmann, Walter (1905). “Über die Konstitution des Elektrons” [On the Constitution of the Electron]. 《Sitzungsberichte der Königlich Preußische Akademie der Wissenschaften》 45: 949–956.

- Kaufmann, Walter (1906). “Über die Konstitution des Elektrons” [On the Constitution of the Electron]. 《Annalen der Physik》 324 (3): 487–553. Bibcode:1906AnP...324..487K. doi:10.1002/andp.19063240303.

- Lange, Ludwig (1885). “Ueber die wissenschaftliche Fassung des Galileischen Beharrungsgesetzes”. 《Philosophische Studien》 2: 266–297.

- Langevin, Paul (1908), “The Relations of Physics of Electrons to Other Branches of Science”, 《International Congress of Arts and Science》 7: 121–156

- Langevin, Paul (1905), “Sur l'impossibilité physique de mettre en évidence le mouvement de translation de la Terre”, 《Comptes Rendus des Séances de l'Académie des Sciences》 140: 1171–1173

- Langevin, Paul (1911), “The evolution of space and time”, 《Scientia》 X: 31–54 (translated by J. B. Sykes, 1973).

- Larmor, Joseph (1897), “On a Dynamical Theory of the Electric and Luminiferous Medium, Part 3, Relations with material media”, 《Philosophical Transactions of the Royal Society》 190: 205–300, Bibcode:1897RSPTA.190..205L, doi:10.1098/rsta.1897.0020

- Larmor, Joseph (1900), 《Aether and Matter》, Cambridge University Press

- Laub, Jakob (1907), “Zur Optik der bewegten Körper”, 《Annalen der Physik》 328 (9): 738–744, Bibcode:1907AnP...328..738L, doi:10.1002/andp.19073280910

- von Laue, Max (1907). “Die Mitführung des Lichtes durch bewegte Körper nach dem Relativitätsprinzip” [The Entrainment of Light by Moving Bodies in Accordance with the Principle of Relativity]. 《Annalen der Physik》 328 (10): 989–990. Bibcode:1907AnP...328..989L. doi:10.1002/andp.19073281015.

- von Laue, Max (1911a). 《Das Relativitätsprinzip》. Braunschweig: Vieweg.

- von Laue, Max (1911b). “Zur Diskussion über den starren Körper in der Relativitätstheorie” [On the Discussion Concerning Rigid Bodies in the Theory of Relativity]. 《Physikalische Zeitschrift》 12: 85–87.

- Laue, Max von (1911c), “Über einen Versuch zur Optik der bewegten Körper” [On an Experiment on the Optics of Moving Bodie], 《Münchener Sitzungsberichte》 1911: 405–412

- Laue, Max von (1913), 《Das Relativitätsprinzip》 2판, Braunschweig: Vieweg

- Lewis, Gilbert N. (1908), “A revision of the Fundamental Laws of Matter and Energy”, 《Philosophical Magazine》 16: 705–717

- Lewis, Gilbert N.; Tolman, Richard C. (1909), “The Principle of Relativity, and Non-Newtonian Mechanics”, 《Proceedings of the American Academy of Arts and Sciences》 44: 709–726

- Lewis, Gilbert N.; Wilson, Edwin B. (1912), “The Space-time Manifold of Relativity. The Non-Euclidean Geometry of Mechanics and Electromagnetics”, 《Proceedings of the American Academy of Arts and Sciences》 48: 387–507

- Lorentz, Hendrik Antoon (1886), “De l'influence du mouvement de la terre sur les phénomènes lumineux”, 《Archives néerlandaises des sciences exactes et naturelles》 21: 103–176

- Lorentz, Hendrik Antoon (1892a), “La Théorie electromagnétique de Maxwell et son application aux corps mouvants”, 《Archives néerlandaises des sciences exactes et naturelles》 25: 363–552

- Lorentz, Hendrik Antoon (1892b), “De relatieve beweging van de aarde en den aether” [The Relative Motion of the Earth and the Aether], 《Zittingsverlag Akad. V. Wet.》 1: 74–79

- Lorentz, Hendrik Antoon (1895), 《Versuch einer Theorie der electrischen und optischen Erscheinungen in bewegten Körpern》 [Attempt of a Theory of Electrical and Optical Phenomena in Moving Bodies], Leiden: E.J. Brill

- Lorentz, Hendrik Antoon (1899), “Simplified Theory of Electrical and Optical Phenomena in Moving Systems”, 《Proceedings of the Royal Netherlands Academy of Arts and Sciences》 1: 427–442

- Lorentz, Hendrik Antoon (1900), “Considerations on Gravitation”, 《Proceedings of the Royal Netherlands Academy of Arts and Sciences》 2: 559–574

- Lorentz, Hendrik Antoon (1904a), “Weiterbildung der Maxwellschen Theorie. Elektronentheorie.”, 《Encyclopädie der mathematischen Wissenschaften》 5 (2): 145–288

- Lorentz, Hendrik Antoon (1904b), “Electromagnetic phenomena in a system moving with any velocity smaller than that of light”, 《Proceedings of the Royal Netherlands Academy of Arts and Sciences》 6: 809–831

- Lorentz, Hendrik Antoon (1931), 《Lecture on theoretical physics, Vol.3》, London: MacMillan

- Lorentz, Hendrik Antoon; Einstein, Albert; Minkowski, Hermann (1913), 《Das Relativitätsprinzip. Eine Sammlung von Abhandlungen》, Leipzig & Berlin: B.G. Teubner

- Lorentz, Hendrik Antoon (1914), 《Das Relativitätsprinzip. Drei Vorlesungen gehalten in Teylers Stiftung zu Haarlem》, Leipzig and Berlin: B.G. Teubner

- Lorentz, Hendrik Antoon (1914), “La Gravitation”, 《Scientia》 16: 28–59

- Lorentz, Hendrik Antoon (1916), 《The theory of electrons and its applications to the phenomena of light and radiant heat》, Leipzig & Berlin: B.G. Teubner

- Lorentz, Hendrik Antoon (1921), “Deux Mémoires de Henri Poincaré sur la Physique Mathématique” [Two Papers of Henri Poincaré on Mathematical Physics], 《Acta Mathematica》 38 (1): 293–308, doi:10.1007/BF02392073;

- Lorentz, Hendrik Antoon; Lorentz, H. A.; Miller, D. C.; Kennedy, R. J.; Hedrick, E. R.; Epstein, P. S. (1928), “Conference on the Michelson-Morley Experiment”, 《The Astrophysical Journal》 68: 345–351, Bibcode:1928ApJ....68..341M, doi:10.1086/143148

- Mach, Ernst (1912), 《Die Mechanik in ihrer Entwicklung》 (PDF), Leipzig: Brockhaus

- Maxwell, James Clerk (1864), “A Dynamical Theory of the Electromagnetic Field”, 《Philosophical Transactions of the Royal Society》 155: 459–512, Bibcode:1865RSPT..155..459C, doi:10.1098/rstl.1865.0008

- Maxwell, James Clerk (1873), 〈§ 792〉, 《A Treatise on electricity and magnetism》 2, London: Macmillan & Co., 391쪽

- Michelson, Albert Abraham (1881), “The Relative Motion of the Earth and the Luminiferous Ether”, 《American Journal of Science》 22: 120–129

- Michelson, Albert Abraham; Morley, Edward Williams (1886), “Influence of Motion of the Medium on the Velocity of Light”, 《American Journal of Science》 31: 377–386

- Michelson, Albert Abraham; Morley, Edward Williams (1887), “On the Relative Motion of the Earth and the Luminiferous Ether”, 《American Journal of Science》 34: 333–345

- Michelson, Albert Abraham; Gale, Henry G. (1925), “The Effect of the Earth's Rotation on the Velocity of Light”, 《The Astrophysical Journal》 61: 140–145, Bibcode:1925ApJ....61..140M, doi:10.1086/142879

- Minkowski, Hermann (1915), “Das Relativitätsprinzip”, 《Annalen der Physik》 352 (15): 927–938, Bibcode:1915AnP...352..927M, doi:10.1002/andp.19153521505

- Minkowski, Hermann (1908), “Die Grundgleichungen für die elektromagnetischen Vorgänge in bewegten Körpern” [The Fundamental Equations for Electromagnetic Processes in Moving Bodies], 《Nachrichten von der Gesellschaft der Wissenschaften zu Göttingen, Mathematisch-Physikalische Klasse》: 53–111 (English translation in 1920 by Meghnad Saha.

- Minkowski, Hermann (1909). “Raum und Zeit”. 《Physikalische Zeitschrift》 10: 75–88.

- Various English translations on Wikisource: Space and Time

- Mosengeil, Kurd von (1907). “Theorie der stationären Strahlung in einem gleichförmig bewegten Hohlraum”. 《Annalen der Physik》 327 (5): 867–904. Bibcode:1907AnP...327..867V. doi:10.1002/andp.19073270504.

- Neumann, Carl (1870), 《Ueber die Principien der Galilei-Newtonschen Theorie》, Leipzig: B.G. Teubner

- Neumann, Günther (1914). “Die träge Masse schnell bewegter Elektronen”. 《Annalen der Physik》 350 (20): 529–579. Bibcode:1914AnP...350..529N. doi:10.1002/andp.19143502005.

- Nordström, Gunnar (1913), “Zur Theorie der Gravitation vom Standpunkt des Relativitätsprinzips”, 《Annalen der Physik》 347 (13): 533–554, Bibcode:1913AnP...347..533N, doi:10.1002/andp.19133471303.

- Palagyi, Menyhért (1901), 《Neue Theorie des Raumes und der Zeit》, Leipzig: Wilhelm Engelmann

- Planck, Max (1906a), “Das Prinzip der Relativität und die Grundgleichungen der Mechanik” [The Principle of Relativity and the Fundamental Equations of Mechanics], 《Verhandlungen Deutsche Physikalische Gesellschaft》 8: 136–141

- Planck, Max (1906b), “Die Kaufmannschen Messungen der Ablenkbarkeit der β-Strahlen in ihrer Bedeutung für die Dynamik der Elektronen” [The Measurements of Kaufmann on the Deflectability of β-Rays in their Importance for the Dynamics of the Electrons], 《Physikalische Zeitschrift》 7: 753–761

- Planck, Max (1907), “Zur Dynamik bewegter Systeme” [On the Dynamics of Moving Systems], 《Sitzungsberichte der Königlich-Preussischen Akademie der Wissenschaften, Berlin》, Erster Halbband (29): 542–570

- Planck, Max (1908), “Bemerkungen zum Prinzip der Aktion und Reaktion in der allgemeinen Dynamik” [Notes on the Principle of Action and Reaction in General Dynamics], 《Physikalische Zeitschrift》 9 (23): 828–830

- Planck, Max (1915), 〈General Dynamics. Principle of Relativity〉, 《Eight lectures on theoretical physics》, New York: Columbia University Press

- Poincaré, Henri (1889), 《Théorie mathématique de la lumière》 1, Paris: G. Carré & C. Naud Preface partly reprinted in "Science and Hypothesis", Ch. 12.

- Poincaré, Henri (1895), “A propos de la Théorie de M. Larmor”, 《L'Èclairage électrique》 5: 5–14 Reprinted in Poincaré, Oeuvres, tome IX, pp. 395–413

- Poincaré, Henri (1913), 〈The Measure of Time〉, 《The Foundations of Science (The Value of Science)》, New York: Science Press, 222–234쪽

- Poincaré, Henri (1900a), “Les relations entre la physique expérimentale et la physique mathématique”, 《Revue générale des sciences pures et appliquées》 11: 1163–1175. Reprinted in "Science and Hypothesis", Ch. 9–10.

- Poincaré, Henri (1900b), “La théorie de Lorentz et le principe de réaction”, 《Archives néerlandaises des sciences exactes et naturelles》 5: 252–278. See also the English translation.

- Poincaré, Henri (1901a), “Sur les principes de la mécanique”, 《Bibliothèque du Congrès international de philosophie》: 457–494. Reprinted in "Science and Hypothesis", Ch. 6–7.

- Poincaré, Henri (1901b), 《Électricité et optique》, Paris: Gauthier-Villars

- Poincaré, Henri (1902), 《Science and Hypothesis》, London and Newcastle-on-Cyne (1905): The Walter Scott publishing Co.

- Poincaré, Henri (1906), 〈The Principles of Mathematical Physics〉, 《Congress of arts and science, universal exposition, St. Louis, 1904》 1, Boston and New York: Houghton, Mifflin and Company, 604–622쪽

- Poincaré, Henri (1905b), “Sur la dynamique de l’électron” [On the Dynamics of the Electron], 《Comptes Rendus》 140: 1504–1508.

- Poincaré, Henri (1906), “Sur la dynamique de l’électron” [On the Dynamics of the Electron], 《Rendiconti del Circolo matematico di Palermo》 21: 129–176, doi:10.1007/BF03013466

- Poincaré, Henri (1913), 〈The New Mechanics〉, 《The foundations of science (Science and Method)》, New York: Science Press, 486–522쪽

- Poincaré, Henri (1909), “La Mécanique nouvelle (Lille)”, 《Revue scientifique》 (Paris) 47: 170–177

- Poincaré, Henri (1910), 〈The New Mechanics (Göttingen)〉, 《Sechs Vorträge über ausgewählte Gegenstände aus der reinen Mathematik und mathematischen Physik》, Leipzig und Berlin: B.G.Teubner, 41–47쪽

- Poincaré, Henri (1911), 《Die neue Mechanik (Berlin)》, Leipzig & Berlin: B.G. Teubner

- Poincaré, Henri (1912), “L'hypothèse des quanta”, 《Revue scientifique》 17: 225–232 Reprinted in Poincaré 1913, Ch. 6.

- Poincaré, Henri (1913), 《Last Essays》, New York: Dover Publication (1963)

- Ritz, Walter (1908), “Recherches critiques sur l'Électrodynamique Générale”, 《Annales de Chimie et de Physique》 13: 145–275, see English translation.

- Robb, Alfred A. (1911), 《Optical Geometry of Motion: A New View of the Theory of Relativity》, Cambridge: W. Heffer

- Sagnac, Georges (1913), “L'éther lumineux démontré par l'effet du vent relatif d'éther dans un interféromètre en rotation uniforme” [The demonstration of the luminiferous aether by an interferometer in uniform rotation], 《Comptes Rendus》 157: 708–710

- Sagnac, Georges (1913), “Sur la preuve de la réalité de l'éther lumineux par l'expérience de l'interférographe tournant” [On the proof of the reality of the luminiferous aether by the experiment with a rotating interferometer], 《Comptes Rendus》 157: 1410–1413

- Searle, George Frederick Charles (1897), “On the Steady Motion of an Electrified Ellipsoid”, 《Philosophical Magazine》, 5 44 (269): 329–341

- Sommerfeld, Arnold (1910), “Zur Relativitätstheorie I: Vierdimensionale Vektoralgebra” [On the Theory of Relativity I: Four-dimensional Vector Algebra], 《Annalen der Physik》 337 (9): 749–776, Bibcode:1910AnP...337..749S, doi:10.1002/andp.19103370904

- Sommerfeld, Arnold (1910), “Zur Relativitätstheorie II: Vierdimensionale” [On the Theory of Relativity II: Four-dimensional Vector Analysis], 《Annalen der Physik》 338 (14): 649–689, Bibcode:1910AnP...338..649S, doi:10.1002/andp.19103381402

- Stokes, George Gabriel (1845), “On the Aberration of Light”, 《Philosophical Magazine》 27: 9–15

- Streintz, Heinrich (1883), 《Die physikalischen Grundlagen der Mechanik》, Leipzig: B.G. Teubner

- Thomson, Joseph John (1881). “On the Electric and Magnetic Effects produced by the Motion of Electrified Bodies”. 《Philosophical Magazine》. 5 11 (68): 229–249.

- Tolman, Richard Chase (1912). “The mass of a moving body”. 《Philosophical Magazine》 23: 375–380.

- Varičak, Vladimir (1911). “Zum Ehrenfestschen Paradoxon” [On Ehrenfest's Paradox]. 《Physikalische Zeitschrift》 12: 169.

- Varičak, Vladimir (1912), “Über die nichteuklidische Interpretation der Relativtheorie” [On the Non-Euclidean Interpretation of the Theory of Relativity], 《Jahresbericht der Deutschen Mathematiker-Vereinigung》 21: 103–127

- Voigt, Woldemar (1887), “Ueber das Doppler’sche Princip” [On the Principle of Doppler], 《Nachrichten von der Königl. Gesellschaft der Wissenschaften und der Georg-Augusts-Universität zu Göttingen》 (2): 41–51

- Wien, Wilhelm (1900). “Über die Möglichkeit einer elektromagnetischen Begründung der Mechanik” [On the Possibility of an Electromagnetic Foundation of Mechanics]. 《Annalen der Physik》 310 (7): 501–513. Bibcode:1901AnP...310..501W. doi:10.1002/andp.19013100703.

- Wien, Wilhelm (1904a). “Über die Differentialgleichungen der Elektrodynamik für bewegte Körper. I”. 《Annalen der Physik》 318 (4): 641–662. Bibcode:1904AnP...318..641W. doi:10.1002/andp.18943180402.

- Wien, Wilhelm (1904a). “Über die Differentialgleichungen der Elektrodynamik für bewegte Körper. II”. 《Annalen der Physik》 318 (4): 663–668. Bibcode:1904AnP...318..663W. doi:10.1002/andp.18943180403.

- Wien, Wilhelm (1904b). “Erwiderung auf die Kritik des Hrn. M. Abraham”. 《Annalen der Physik》 319 (8): 635–637. Bibcode:1904AnP...319..635W. doi:10.1002/andp.19043190817.

1. ↑  "The generalization of the theory of relativity has been facilitated considerably by Minkowski, a mathematician who was the first one to recognize the formal equivalence of space coordinates and the time coordinate, and utilized this in the construction of the theory. -Albert Einstein" in The Collected Papers of Albert Einstein, Volume 6: The Berlin Years: Writings,1914-1917 (Princeton University Press, Princeton 1997), p. 146.